# 加賀屋市場商店街
加賀屋市場商店街（かがやいちばしょうてんがい）は大阪府大阪市住之江区にある商店街である。

## 概要
加賀屋市場商店街は、住之江区の東部やや北東寄りにあり、区内の中核的商業地域として、「ハイハイ加賀屋」（加賀屋商店街協同組合）、「フラワータウン」（加賀屋本通商店街振興組合）、「センターロード」（中加賀屋商店街振興組合）、「加賀屋一番街」（加賀屋一番街商店街振興組合）、スーパーマーケット形式のコーセツ加賀屋は撤退し現在はフレッシュ加賀屋と、ショッピングプラザ栄、住吉中央市場の2市場からなり、商店数は全体で約140店で、長さは全体で約400mである。
ハミ出し陳列の酷い商店街ではあるが道幅が広いのであまり目立たない。

## アクセス
- 北加賀屋駅（Osaka Metro四つ橋線）1番口より徒歩約5分
- 大阪シティバス 15系統「地下鉄北加賀屋」、48系統「中加賀屋一丁目」、「中加賀屋二丁目」、「姫松橋」停留所